# Rubraea utengulensis
Rubraea utengulensis is een vlinder uit de familie van de Nymphalidae. De wetenschappelijke naam van deze soort is voor het eerst voorgesteld, als Acraea utengulensis, door Friedrich Thurau in een publicatie uit 1903.
De soort komt voor in Kenia, Tanzania en Zambia.